# Ciné Live

Ciné Live est un magazine français de cinéma créé en avril 1997 sous le parrainage de Laurent Weil et édité par Cyber Press Publishing, accompagné d'un CD-ROM contenant principalement des reportages, des fiches biographiques et des bandes-annonces.
À partir du n° 112, daté juin 2007, Ciné Live abandonne la formule magazine + CD-ROM, proposant en lieu et place de ce dernier un site Internet en phase avec le ton à la fois professionnel et décalé du magazine : www.cinelive.com.

## Équipe
La rédaction en chef a été assurée par Laurent Cotillon de mars 1997 à décembre 2006 (il devient ensuite directeur d'édition chez Mondadori France), alors secondé par Philippe Paumier au poste de rédacteur en chef adjoint. De janvier à avril 2007, c'est Grégory Alexandre qui reprend la rédaction en chef, auquel succéda Fabrice Leclerc en mai 2007, poste qu'il occupe jusqu'en 2015.
La direction artistique et la création graphique du magazine Ciné Live sont assurées par Michael Cambour depuis le lancement du titre en février 1997 jusqu'en février 2009, date à laquelle Ciné live et Studio magazine fusionnent. Il assure alors la conception graphique du nouveau titre Studio Ciné Live, dont il est le directeur artistique.
Journalistes réguliers depuis la création du magazine : Anne & Julien, Arnold, Bérénice Balta, Christophe Chadefaud, Jean-Paul Chaillet (correspondant USA), Emmanuel Cirodde, Laure Croiset, Laurent Djian, Gwen Douguet, Xavier Leherpeur, Iris Mazzacurati, Philippe Paumier, Olivier Rajchman, Marc Toullec, Kevin Collette , Véronique Trouillet.

## Rapprochement avecStudio magazine
En décembre 2006, l'éditeur de Studio magazine, Roularta, rachète Ciné Live. À cette occasion, il indiquait : « Ce rachat permettra ainsi au groupe Roularta de doubler sa présence sur le marché du Cinéma, Ciné Live (OJD Diffusion payée : 109 127 ex) a un positionnement très marqué auprès des 15 – 25 ans qui viendra compléter l’offre du mensuel de Cinéma Studio Magazine (OJD Diffusion payée : 95 462 ex) que le groupe a racheté à la société Emap en 2004. (...) Roularta ambitionne par ce projet de rachat d’éditer les deux magazines en renforçant leur complémentarité ».
En janvier 2009 pourtant, Ciné Live s'arrête après 130 numéros et 26 hors-séries et les deux magazines fusionnent pour donner naissance à Studio Ciné Live. Il est ensuite vendu en janvier 2015, en même temps que d'autres titres, au groupe Altice Media Group qui le revend en octobre 2017 à Hildegarde qui désire n'utiliser que le titre « STUDIO » pour en faire un magazine « Life Style », des sujets comme « le dressing de Vanessa Paradis » n'ayant rencontré aucun succès, cette nouvelle formule de Studio Magazine est un échec, elle est arrêtée à son deuxième numéro.